# I've Just Seen a Face
I've Just Seen a Face (Lennon–McCartney) är en låt av The Beatles från 1965.

## Låten och inspelningen
Paul McCartney spelade in denna den 14 juni 1965. Låten handlar om kärlek vid första ögonkastet och arbetsnamnet var "Auntie Gin's Theme" efter Pauls faster Gin. Låten finns med på LP:n Help!, som utgavs i England den 6 augusti 1965, medan den i USA kom med på amerikanska utgåvan av Rubber Soul som där utgavs den 6 december 1965. 